# Axiologie
Axiologia (gr. axios - demn de, având valoare și logos - discurs, știință) este studiul filozofic al valorilor, regăsit în special în etică, estetică, religie. În calitate de disciplină filozofică, axiologia se ocupă cu studiul sistematic al originilor, esenței, clasificării, ierarhizării și funcției sociale a valorilor; este teoria generală a valorilor.
După Encyclopædia Britannica, axiologia denumită și teoria valorilor este studiul filozofic al virtuților sau valorilor, în sensul cel mai larg al acestor termeni. Importanța lor constă, în primul rând, în extinderea considerabilă conferită semnificației termenului valoare și, în al doilea rând, în unificarea pe care o oferă unei varietăți de probleme - economice, morale, estetice și chiar logice.
Axiologia examinează natura, sursele și tipurile valorilor. Fiind o ramură a filozofiei este un domeniu interdisciplinar, strâns asociat cu științe sociale cum sunt economia, sociologia, antropologia și psihologia. În gândirea românească, studii de teoria valorilor au fost întreprinse de Petre Andrei, Mihai Ralea, Tudor Vianu, Constantin Ionescu Gulian etc.